# Global Processing Unit
 (septembre 2020).
Si vous disposez d'ouvrages ou d'articles de référence ou si vous connaissez des sites web de qualité traitant du thème abordé ici, merci de compléter l'article en donnant les références utiles à sa vérifiabilité et en les liant à la section « Notes et références ».
Global Processing Unit est un client Gnutella qui permet de partager des fichiers et des ressources CPU entre ses utilisateurs.
Son but est de fournir une structure pour permettre le calcul distribué à travers le P2P et de devenir un superordinateur pour des recherches pacifiques et gratuites.
Les ressources sont partagées sans privilégier d'utilisateur, tout le monde peut utiliser les ressources d'un autre et doit en fournir si nécessaire.
Pour le moment [Quand ?] le client permet le partage de musique et quelques calculs simples.
Des plugins augmentent les capacités du client et sont compilés de façon à pouvoir exploiter toute la puissance des processeurs récents.